# Téo et Léonie
Les Voyages fantastiques de Téo et Léonie est une série d'albums pour enfants créée en 2015 par Pascal Conicella et Mélanie Corbat. Destinée aux enfants de 5 à 10 ans, elle se donne pour but de raconter de façon ludique l'histoire, les civilisations et la géographie. Elle a été traduite en anglais, tchèque, grec et chinois.

## L'histoire
Léonie, 11 ans, et son jeune frère Téo se retrouvent propulsés en pleine Renaissance à la suite de la découverte d’un collier magique. Ils font la connaissance de Léonard de Vinci qui se prend d'affection pour eux et tenter de les ramener au XXIe siècle. En chemin, ils traversent différentes périodes de l'Histoire et quelques-uns des personnages illustres qui l'ont marquée, tels Avicenne, Vitruve, Ptolémée V, Thomas Edison, Jules Verne, Pachacutec ou encore l'empereur Qin Shi Huang.

## Publications

### Livres illustrés
1. Le Collier magique, 2015  (ISBN 978-2940562008)[1]
Téo et Léonie rencontrent Léonard de Vinci et François Ier au château du Clos Lucé à Amboise.
2. L'Aube des temps, 2016[2]
 Arrivés en plein crétacé, Téo et Léonie vont comprendre pourquoi les dinosaures ont disparu à la suite d'une chute de météorite.
3. Le Secret des Terres noires, 2017[3],[4]
 Aidé par le fameux pirate Thomas Tew avec lequel ils traversent l’océan Atlantique, Téo et Léonie découvrent le dernier cimetière de pirate sur l'île Sainte-Marie à Madagascar.
4. Le Trésor d'Anubis, 2017[5]
Léonie souffle à Ptolémée V l'idée de rajouter le Grec ancien sur la pierre de Rosette, pour permettre le déchiffrement des hiéroglyphes.
5. Les Fantômes d'argile, 2018[6]
Téo et Léonie aident un vieux potier à constituer l'armée d'argile de l'empereur Qin.
6. Les Frasques de Pachacutec, 2018[7]
 Téo et Léonie doivent réconcilier Pachacutec avec son père, l'empereur Viracocha.
7. Les Exilés de l'Île de glace, 2019
 Grâce à Leif Erikson, Téo et Léonie découvrent le Nouveau Monde bien avant Amerigo Vespucci ou Christophe Colomb.

### Applications mobiles
1. Le Collier magique, 2015[8]
2. L'Aube des temps, 2016
3. Le Secret des Terres noires, 2017
4. Le Trésor d'Anubis, 2017
5. Les Fantômes d'argile, 2018

### Livres audio
Racontés par Benoît Allemane.
1. Le Collier magique, 2015
2. L'Aube des temps, 2016
3. Le Secret des Terres noires, 2017
4. Le Trésor d'Anubis, 2017
5. Les Fantômes d'argile, 2018

### Jeux vidéo enréalité virtuelle
1. Golden Skull, 2016
2. Star Pirates, 2017